# One More Try (歌曲)
《One More Try》是台湾男子组合5566的一首单曲, 2004年发行专辑《Boyfriend 挚爱》。歌词由Energy的TORO作, 作曲为彭欣的。孙协志和王仁甫是这首歌的主唱。

## 视频
视频的剧情是成员王少伟饰演男友，在女友离开后感到沮丧。另一个场景由另外三位许孟哲、彭康育和王少伟担任和声，而孙协志和王仁甫则有自己的主唱场景。另一个场景包括刮风天气期间这男团在花园的一棵树下发帖，以及一个很酷的男团步行。